# The Pirate Queen
The Pirate Queen est une comédie musicale de Claude-Michel Schönberg, Alain Boublil et John Dempsey, basée sur la vie de l'aventurière et pirate irlandaise de XVIe siècle Grace O'Malley et le roman Grania: She-King of the Irish Seas de Morgan Llywelyn, paru en 1986. 

## Production
Moya Doherty et John McColgan, créateurs de Riverdance, sont les producteurs. The Pirate Queen est la première production américaine de Boublil et Schönberg. Après un essai au Cadillac Palace Theatre à Chicago le 3 octobre 2006, la comédie musicale a ouvert ses portes à Broadway le 5 avril 2007 et s'est clôturée le 17 juin 2007 après 85 représentations régulières et 32 avant-premières.
Le casting comprenait Stephanie J. Bloc dans le rôle de Grace O'Malley, Hadley Fraser dans le rôle de Tiernan et Linda Balgord, qui a été nommé aux Drama Desk Awards pour sa performance dans le rôle de la reine Elizabeth I.

## Personnages et casting original de Broadway
- Gráinne (Grace O'Malley) – Stephanie J. Block
- Queen Elizabeth I – Linda Balgord
- Tiernan – Hadley Fraser
- Donal – Marcus Chait
- Dubhdara – Jeff McCarthy
- Bingham – William Youmans
- Evleen – Áine Uí Cheallaigh
- Majella – Brooke Elliott
- Eoin – Steven Barath, Christopher Grey Misa

## Numéros musicaux
| Acte I - Prologue – Orchestre - The Pirate Queen – Dubhdara et la troupe - Woman – Grace - The Storm† – La troupe - My Grace – Dubhdara et Grace - Here on this Night – Grace, Tiernan et l'équipage - The First Battle† – la troupe - The Waking of the Queen – Elizabeth et Ladies-in-Waiting - Rah-Rah, Tip-Top – Bingham, Elizabeth et les Lords - The Choice is Mine – Grace la troupe - The Bride's Song† – Grace, Evleen et les femmes - Boys'll Be Boys – Donal, Mates and Barmaids - The Wedding – la troupe - I'll Be There – Tiernan - Boys'll Be Boys (Reprise)† – Donal, Grace et O'Flaherty - Trouble at Rockfleet† – Grace, Tiernan, Donal et Bingham - A Day Beyond Belclare – Grace, Tiernan, Donal la troupe - Go Serve Your Queen† – Elizabeth et Bingham - Dubhdara's Farewell† – Dubhdara et Grace - Sail to the Stars – Grace, Tiernan et la troupe | Acte II - Entr'Acte – Orchestre - It's a Boy† – Grace, Majella et les marins - Enemy at Port Side – Grace, Evleen, Majella et les marins - I Dismiss You – Grace, Donal et les marins - If I Said I Love You – Tiernan et Grace - The Role of the Queen – Elizabeth et Bingham - The Christening – Orchestre - Let a Father Stand by His Son – Donal, Grace, Bingham la troupe - Surrender – Bingham, Tiernan, Elizabeth la troupe - She Who Has All – Elizabeth et Grace - Lament† – Grace, Majella, Eoin la troupe - The Sea of Life – Grace la troupe - Terra Marique Potens† – Elizabeth, Grace, Bingham - Woman to Woman – Elizabeth et Grace - Behind the Screen† – la troupe - Grace's Exit† – Elizabeth, Grace, Bingham la troupe - Finale – Grace, Tiernan la troupe |

† Indique des chansons qui ne figurent pas sur l'enregistrement original de Broadway.

## Récompenses et nominations

### Production originale de Broadway
| Année | Récompense                 | Catégorie                                 | Nomination                            | Résultat   |
| ----- | -------------------------- | ----------------------------------------- | ------------------------------------- | ---------- |
| 2007  | Drama Desk Award           | Outstanding Featured Actress in a Musical | Linda Balgord                         | Nomination |
| 2007  | Drama League Award         | Distinguished Performance Award           | Stephanie J. Block                    | Nomination |
| 2007  | Outer Critics Circle Award | Outstanding Choreography                  | Carol Leavy Joyce et Graciela Daniele | Nomination |
| 2007  | Outer Critics Circle Award | Outstanding Costume Design                | Martin Pakledinaz                     | Nomination |